# 利亞姆·安德伍德
利亞姆·安德伍德（英語：Liam Underwood；1991年6月3日—）是一位加拿大橄欖球運動員。他是加拿大國家橄欖球隊的一員，代表加拿大參加了2015年世界盃橄欖球賽。